# Nelson de Souza
Angelo Nelson do Rosário de Souza (né le 11 décembre 1954) est un économiste et homme politique portugais qui est ministre de la Planification dans le gouvernement (2019-2022) du Premier ministre António Costa.

## Biographie
Nelson de Souza est né en Inde en 1954. Il est titulaire d'un diplôme en Finance de l'Institut Supérieur d'Economie.
Nelson de Souza commence sa carrière dans le secteur des affaires.
Il est secrétaire d'État aux petites et moyennes entreprises, au commerce et aux services du XIVe gouvernement constitutionnel et chef de cabinet du ministre de l'économie du XIIIe gouvernement constitutionnel.
Il est directeur général de l'Association industrielle portugaise jusqu'à fin 2013, où il a déjà siégé au comité exécutif entre 2002 et 2005.
Avant d'assumer ses fonctions au sein du XXIe Gouvernement Constitutionnel, il est Directeur Municipal des Finances de la mairie de Lisbonne depuis février 2014, ayant également exercé les fonctions de conseiller du Président.
Il est secrétaire d’État au Développement et à la Cohésion jusqu’au 18 février 2019